# Gatunek pierścieniowy

Spokrewnione populacje są przedstawione na tym diagramie jako kolorowe bloki. Mechanizm otaczania przeszkody terenowej może uformować pierścień z ciągu coraz bardziej różniących się populacji

Gatunek pierścieniowy – pojęcie wprowadzone do oddania złożonych rodzajów krzyżowania się blisko spokrewnionych populacji, tworzących specyficzny ciąg. 
Jest to model powstania bariery rozrodczej spowodowanej rozciągnięciem gatunku na dużych dystansach, tak, że choć sąsiednie populacje są blisko spokrewnione, najdalsze różnią się już na tyle, że nie mogą się ze sobą krzyżować. Gdy czynniki geograficzne umożliwią spotkanie się końców tego ciągu (tzn. gdy otacza on jakąś przeszkodę), tworzy się omawiany pierścień.
Gatunki pierścieniowe reprezentują interesujący problem dla starających się dzielić świat istot żywych na konkretne gatunki.

## Wytłumaczenie diagramu
Kolorowe pola po prawej pokazują naturalne populacje, każda reprezentowana przez inny kolor, rozciągnięte w przestrzeni i różniące się genetycznie coraz bardziej od siebie (w miarę wzrostu odległości między nimi więc i mniejszej wymiany genów). Może to wystąpić w linii prostej (np. na zboczu góry), tak jak jest pokazane na rysunku A, lub może coś okalać (np. jezioro) jak na B.
Gdy taki ciąg układa się w pierścień, sąsiadujące populacje mogą się rozmnażać ze sobą, jednak tam gdzie początek spotyka się z końcem, mimo zamieszkiwania tego samego obszaru jak na C, osobniki nie mogą się już krzyżować z powodu nawarstwionych różnic genetycznych między nimi. Całość populacji tego pierścienia jest nazywana gatunkiem pierścieniowym.

## Problem definicji
Jest problemem, czy zakwalifikować cały pierścień jako jeden gatunek (pomimo tego, że nie wszystkie osobniki mogą się krzyżować), czy też każdą populację traktować jako osobny gatunek (pomimo braku problemów w rozmnażaniu się pomiędzy sąsiadami). Gatunek pierścieniowy ilustruje, że samo pojęcie gatunku nie jest tak jednoznaczne, jak najczęściej bywa rozumiane.

## Przykłady

### Mewy

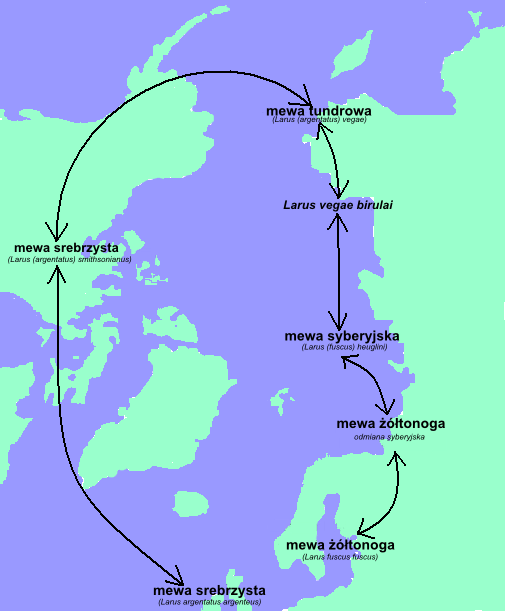
Pierścień mew wokół Arktyki, krzyżujących się między sobą

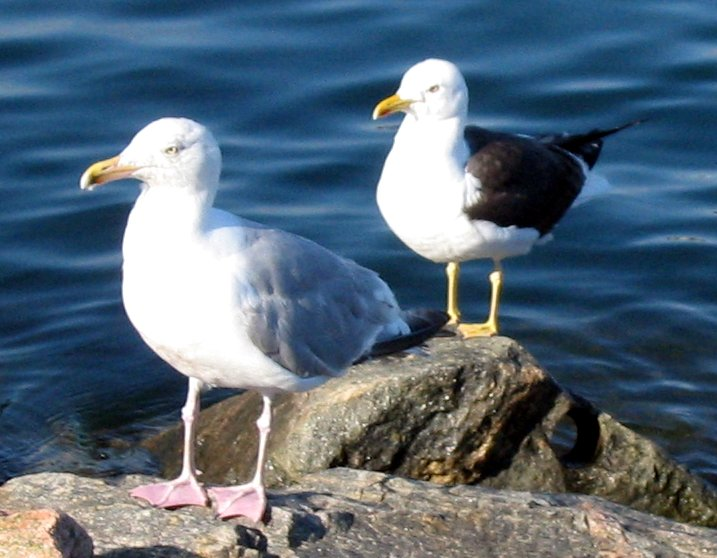
Mewa srebrzysta, Larus argentatus (z przodu) razem z mewą żółtonogą, Larus fuscus (z tyłu): widać wyraźnie różnice między gatunkami

Klasycznym przykładem gatunku pierścieniowego są mewy rodzaju Larus. Zasięg ich występowania tworzy pierścień wokół bieguna północnego. Mewa srebrzysta, żyjąca głównie w Wielkiej Brytanii, może krzyżować się z amerykańską mewą srebrzystą (żyjącą w Ameryce Północnej), która może się również rozmnażać się z mewą tundrową, tej zaś zachodni podgatunek, mewa Birula, może krzyżować się z mewą syberyjską, a ta znowu z syberyjską mewą żółtonogą (wszystkie cztery żyją w północnej Syberii). Ta ostatnia to wschodnia odmiana mewy żółtonogiej, spotykanej w północno-zachodniej Europie, włączając Wielką Brytanię. Jednakże mewa żółtonoga i mewa srebrzysta różnią się na tyle, że nie mogą się krzyżować w normalnych okolicznościach. W ten sposób ta rodzina mew zatacza prawie pełne koło, którego styk jest w Europie.
Jednakże ostatnie badania wykazały, że ten przykład jest dużo bardziej skomplikowany niż zaprezentowano tutaj (Liebers et al, 2004).

### Lisy południowoamerykańskie

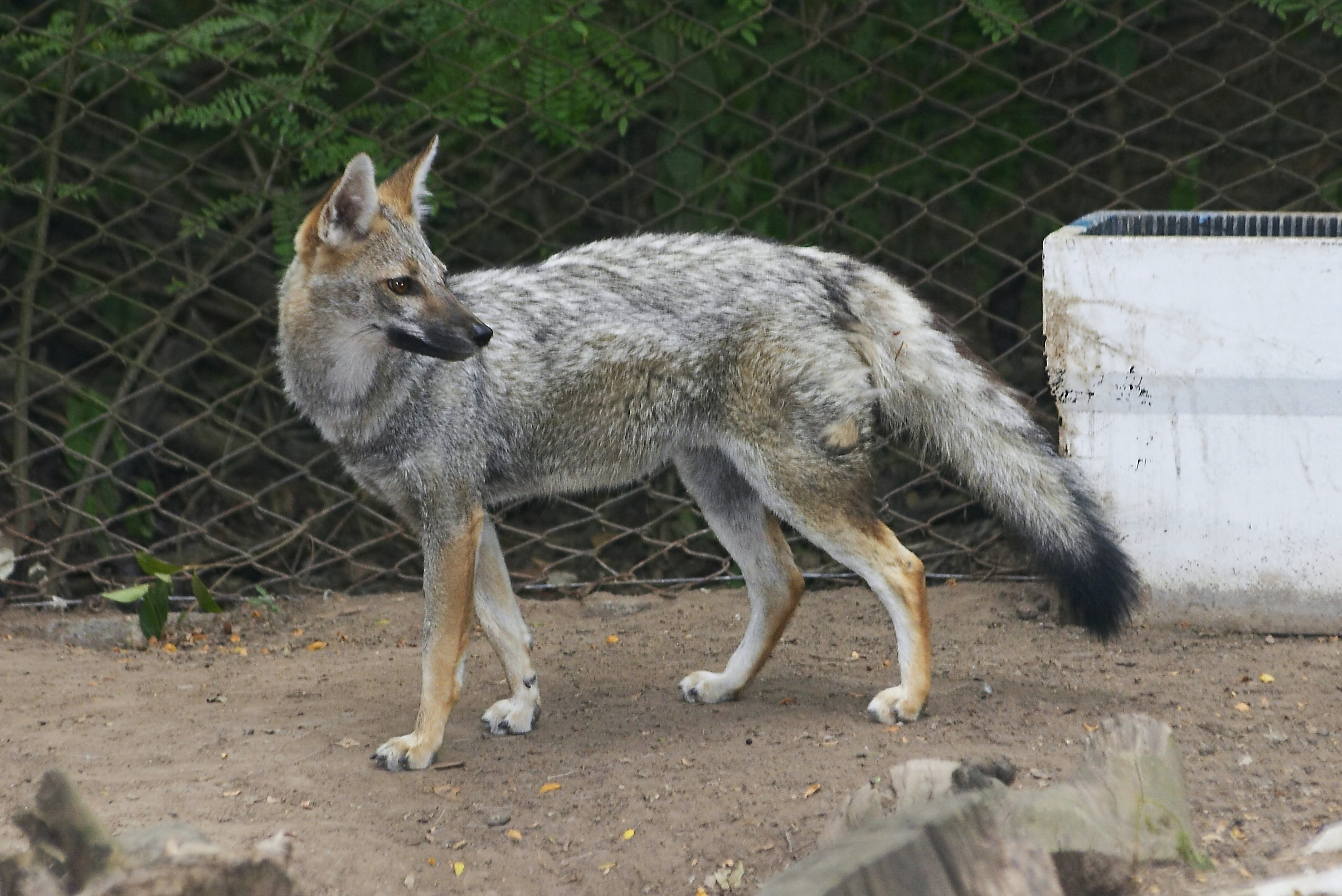
Lisy pampasowe z Paragwaju i z południowych obszarów Argentyny różnią się morfologicznie i genetycznie dość znacznie

Populacje lisów południowoamerykańskich z rodzaju Pseudalopex (Lycalopex) również prezentują ciekawe zagadnienie specjacji allopatrycznej i powstawanie gatunków pierścieniowych. Specjacja ta zachodzi wzdłuż północno-zachodnich, południowych, południowo-zachodnich i środkowych regionów Ameryki Południowej (przypadek z rysunku A). Niektóre kolumbijskie i ekwadorskie populacje mało poznanego tam kolpeo tworzą tam populacje genetycznie znacznie oddalone od macierzystej populacji lisa z Patagonii. Te populacje mogą być bardziej oddalone genetycznie od populacji macierzystej, niż populacja macierzysta kolpeo a populacje macierzyste lisa szarego. Podobnie sytuacja wygląda w wypadku innego gatunku lisa, lisa pampasowego. Lisy pampasowe z Paragwaju i z południowych obszarów Argentyny różnią się morfologicznie i genetycznie dość znacznie. Ten z Paragwaju jest mniejszy, cechuje się żywszymi pomarańczowymi barwami i przypomina bardziej szakale i kolpeo. Ten z Patagonii jest bardziej podobny do lisa szarego, jest większy i ma szary koloryt sierści z czarnym pyskiem.

### Inne
- ptak wójcik (Phylloscopus trochiloides) wokół Wyżyny Tybetańskiej[1][2]
- salamandry Ensatina eschscholtzii tworzące pierścień wokół Central Valley w Kalifornii